# Asedio de Cartagena de Indias (1820-1821)
El Asedio de Cartagena de Indias (1820-1821) fue un enfrentamiento militar librado en el contexto de la Independencia de Colombia entre patriotas y realistas, con la victoria de los primeros. Fue el sitio más largo vivido por la ciudad en su historia.

## Antecedentes
Durante los meses previos, desde la victoria de Boyacá, el ejército de Simón Bolívar (1783-1830) avanzó por el río Magdalena desde Santafé de Bogotá hacia el Caribe colombiano, apoderándose de varias plazas fuertes hasta sólo quedar Cartagena en manos monárquicas, con una guarnición sólidamente atrincherada. Los realistas enviaron expediciones no muy exitosas a recuperar el Alto Magdalena, Antioquia y Chocó. Las principales amenazas estaban al norte y al sur. Doce mil realistas en Venezuela, dos mil en Cartagena dominando los deltas del Cauca y el Magdalena y tres mil en Pasto. Los republicanos tenían 3.000 soldados en Apure, principalmente jinetes llaneros, 2500 del Ejército del Norte y 2000 acampados en Popayán o guarneciendo plazas en Cundinamarca.

## Asedio
El sitio comenzó el 14 de julio de 1820, cuando el coronel venezolano Mariano Montilla (1782-1851) rodeó la urbe. La guarnición estaba dirigida por el gobernador y brigadier español, Gabriel Ceferino de Torres y Velasco (1782-después de 1835), el virrey Juan de Sámano (1753-1821) y el coronel Francisco de Paula Warleta y Franco (1786-después de 1829). Los españoles seguían comunicados por mar y eran apoyados por los pueblos de alrededor, así que no hubo problemas a la hora de abastecerse. Se requería la flota del almirante José Prudencio Padilla (1784-1828), que estaba ocupado conquistando Riohacha (12 de marzo) y Santa Marta (11 de noviembre). A la par arribaron las divisiones mandadas por Córdova y Maza a reforzar la presión sobre los realistas luego de las victorias y pacificación de Antioquia y el Magdalena; y con la misión de evitar que los realistas se abasteciera de víveres y pertrechos de la Sabana de Corozal. El brigadier Torres y Velasco quiso negociar, pero Montilla rechazó la petición de reunirse con él. Posteriormente escribió a Bolívar, pero éste también se negó a dialogar. El brigadier, creyendo que Bolívar estaba en Barranquilla decidió forzar el sitio con el regimiento León para capturarlo. Así 420 infantes y 60 artilleros desembarcaron en la noche del 1 al 2 de septiembre en Cospique y sorprendiendo en Buenavista a 1000 patriotas del coronel Ramón Ayala. Los realistas sufrieron 125 muertos y 50 heridos, viéndose obligados a volver a Cartagena. Su misión fue en vano, Bolívar estaba en Mahates, a salvo.  
Entre tanto, Bolívar y el comandante general español en la costa caribeña, Pablo Morillo (1775-1837), negociaban un acuerdo (por orden del gobierno madrileño del Trienio Liberal). El 25 de noviembre firmaban un Tratado de Armisticio y Regularización de la Guerra en Trujillo, que duraría hasta el 28 de abril de 1821, cuando ambos bandos acordaron reabrir las hostilidades. Los patriotas habían aprovechado la pausa para asegurar sus posiciones, promover las deserciones en las filas realistas y violaban sistemáticamente el acuerdo promoviendo una revolución en Maracaibo y trasladando a la flota de Padilla frente a Cartagena, bloqueando el puerto con 40 naves en enero.

## Capitulación
El 24 de junio de 1821, durante la Noche de San Juan, Padilla asalta la flota monárquica en la bahía de las Ánimas, cerca del actual muelle de Los Pegasos, capturando 11 barcos enemigos con su armamento. Después de esto la suerte de la guarnición quedaba sentenciada. Sámano consiguió escapar por mar hacia Panamá, que hasta noviembre seguiría en manos españolas. Torres y Velasco se veía obligado a capitular ante el general Montilla el 10 de octubre, quedando conquistada la última fortaleza realista del Caribe colombiano.
En La Habana el brigadier Torres y Velasco vivió un proceso judicial entre 1824 y 1827 por su capitulación.